# Victor Lisa
Victor Lisa (Bălţi, 10 maart 1991) is een Moldavische profvoetballer die als aanvaller speelt.

## Carrière
Lisa begon zijn profloopbaan bij het Moldavische FC Academia UTM Chisinau waar hij zijn gehele jeugd speelde. Lisa komt in twee seizoenen tot 4 wedstrijden. 
In 2010 maakte hij de overstap naar Veris Chișinău waar hij voor 3 seizoenen tekent. Lisa speelt echter geen enkele wedstrijd voor de club. 
In 2013 keerde hij terug bij FC Academia UTM Chisinau om in twee seizoenen 17 wedstrijden te spelen. 
Begin 2015 kwam Lisa bij Speranța Nisporeni waar hij geen wedstrijd voor speelde. 
In de zomer van 2015 stapte hij over naar het Moldavische FC Petrocub Hîncești waar hij uiteindelijk slechts 5 wedstrijden speelt. 
Medio 2016 maakte hij de overstap naar VFC. 

### Carrièrestatistieken
| Seizoen                    | Club                     | Land            | Competitie        | Competitie | Competitie | Beker | Beker | Internationaal | Internationaal | Overig | Overig | Totaal | Totaal |
| Seizoen                    | Club                     | Land            | Competitie        | Wed.       | Dlp.       | Wed.  | Dlp.  | Wed.           | Dlp.           | Wed.   | Dlp.   | Wed.   | Dlp.   |
| -------------------------- | ------------------------ | --------------- | ----------------- | ---------- | ---------- | ----- | ----- | -------------- | -------------- | ------ | ------ | ------ | ------ |
| 2008/09                    | FC Academia UTM Chișinău | Moldavië        | Divizia Națională | 1          | 0          | 0     | 0     | –              | –              | 0      | 0      | 1      | 0      |
| 2009/10                    | FC Academia UTM Chișinău | Moldavië        | Divizia Națională | 3          | 0          | 0     | 0     | –              | –              | 0      | 0      | 3      | 0      |
| 2010/11                    | Veris Chișinău           | Moldavië        | Divizia Națională | 0          | 0          | 0     | 0     | –              | –              | 0      | 0      | 0      | 0      |
| 2011/12                    | Veris Chișinău           | Moldavië        | Divizia Națională | 0          | 0          | 0     | 0     | –              | –              | 0      | 0      | 0      | 0      |
| 2012/13                    | Veris Chișinău           | Moldavië        | Divizia Națională | 0          | 0          | 0     | 0     | –              | –              | 0      | 0      | 0      | 0      |
| 2013/14                    | FC Academia UTM Chișinău | Moldavië        | Divizia Națională | 4          | 0          | 0     | 0     | –              | –              | 0      | 0      | 4      | 0      |
| 2014/15                    | FC Academia UTM Chișinău | Moldavië        | Divizia Națională | 12         | 0          | 1     | 0     | –              | –              | 0      | 0      | 13     | 0      |
| 2014/15                    | Speranța Nisporeni       | Moldavië        | Divizia Națională | 0          | 0          | 0     | 0     | –              | –              | 0      | 0      | 0      | 0      |
| 2015/16                    | FC Petrocub Hîncești     | Moldavië        | Divizia Națională | 5          | 0          | 0     | 0     | –              | –              | 0      | 0      | 5      | 0      |
| Carrière totaal            | Carrière totaal          | Carrière totaal | Carrière totaal   | 25         | 0          | 1     | 0     | 0              | 0              | 0      | 0      | 26     | 0      |
| Bijgewerkt op 10 juni 2016 |                          |                 |                   |            |            |       |       |                |                |        |        |        |        |